# Kelduá
Die Kelduá ist ein Gletscherfluss im Osten Islands.
Sie ist der Abfluss aus dem Kelduárvatn, nördlich des Vesturdalsjökull, aus dem auch die Jökulsá í Lóni entspringt.
Im Oberlauf wird dieser Fluss zum Keldulón gestaut, der zum Kárahnjúkar-Kraftwerk gehört. Etwa 9 Kilometer vor dem Lögurinn mündet die Kelduá in die Jökulsá í Fljótsdal.